# Courant Institute of Mathematical Sciences
Courant Institute of Mathematical Sciences är ett institut för matematisk utbildning och forskning vid New York University. Namnet syftar på matematikern Richard Courant(en) som flyttade från Tyskland till USA 1933. Han blev professor vid universitetet 1936, där han grundade det nya institutet. Verksamheten omfattar nu både matematik och datavetenskap och rankas högt i båda ämnena. Fyra av institutets professorer har fått det prestige-fyllda Abelpriset.